# Adam Gatternicht
Adam Gatternicht (* 1819 in Heidelberg; † 1899 in Stuttgart) war ein württembergischer Lithograph und Verleger.

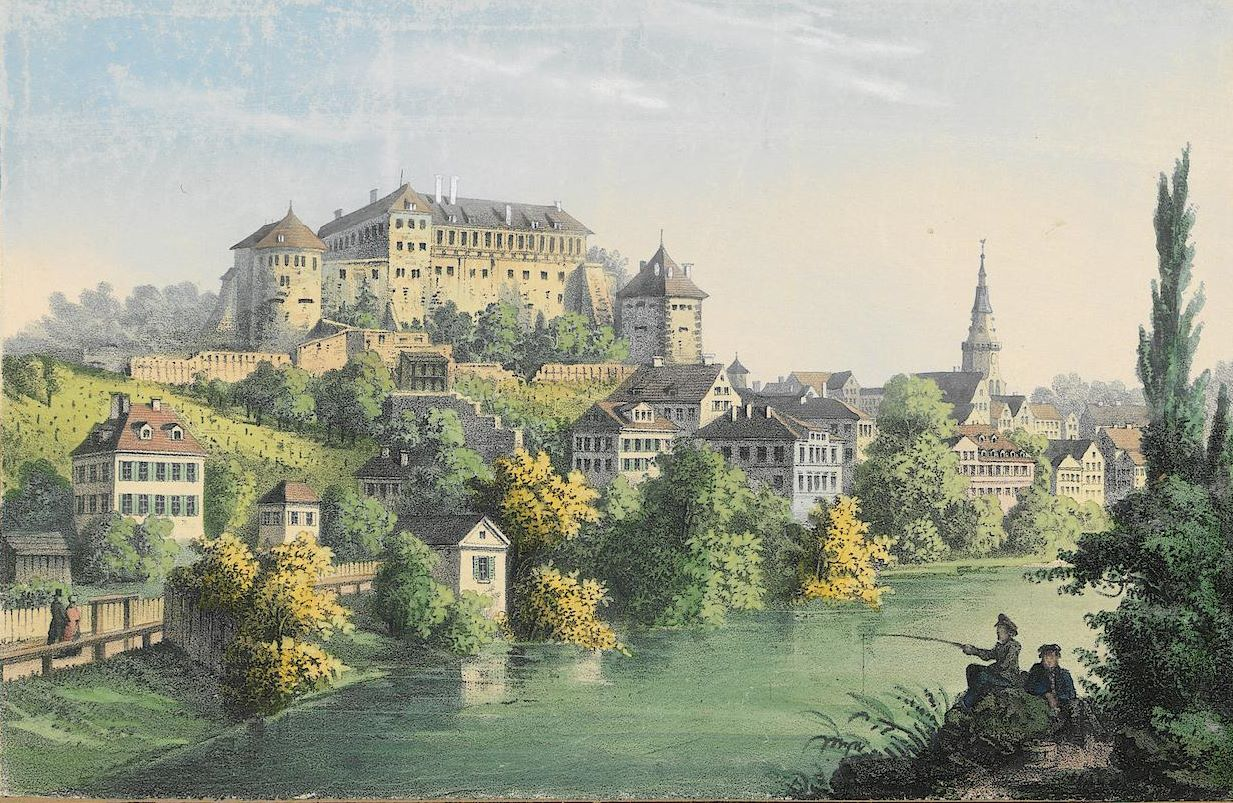
Tübingen, Ansicht vom oberen Neckar aus, um 1855

## Leben und Wirken
Adam Gatternicht war ein Kupferstecher sowie Kreide- und Federzeichner. Er beherrschte auch den Farbendruck und erstellte Buchillustrationen, Vorlagewerke und Ansichten. Er betrieb ab 1849 in Stuttgart eine lithographische Anstalt mit Kunstverlag und verlegte dort vor allem naturwissenschaftliche Illustrationen und Stadtansichten. Von Gatternicht gibt es viele Ansichten von Tübingen.

## Familie
Adam Gatternicht heiratete Johanne Catharine Heuss und hatte mit ihr folgende Kinder:
- Jacobine Pauline Elise (Lina) Gatternicht (* 13. April 1848)
- Emma Gatternicht
- Auguste Gatternicht
- Anna Gatternicht
- Elise Sophie Adelheid Gatternicht (* 4. Juni 1850 in Stuttgart) ⚭ Afrikan Spir

Albert Kappis, dessen Mutter eine Cousine von Adam Gatternicht war, erhielt von 1850 bis etwa 1857 eine Ausbildung zum Lithografen in der Werkstatt von Adam Gatternicht.